# トミー・アーチャー
トミー・アーチャー（Tommy Archer、1954年11月16日 - ）は、アメリカ合衆国のレーシングドライバー。ル・マン24時間レース、NASCARなどで1980年代より活躍している、ベテランのレーシングドライバーである。

## モータースポーツのキャリア結果

### ル・マン24時間レース
| 年     | チーム                   | コ・ドライバー                            | 使用車両                     | クラス | 周回 | 総合順位 | クラス順位 |
| ------ | ------------------------ | ----------------------------------------- | ---------------------------- | ------ | ---- | -------- | ---------- |
| 1997年 | バイパー・チーム・オレカ | ソエイル・アヤリ マルク・デュエツ         | クライスラー・バイパー GTS-R | GT2    | 76   | DNF      | DNF        |
| 1998年 | バイパー・チーム・オレカ | オリビエ・ベレッタ ペドロ・ラミー         | クライスラー・バイパー GTS-R | GT2    | 312  | 13位     | 2位        |
| 1999年 | バイパー・チーム・オレカ | ジャスティン・ベル マルク・デュエツ       | クライスラー・バイパー GTS-R | GTS    | 318  | 12位     | 2位        |
| 2000年 | バイパー・チーム・オレカ | マルク・デュエツ パトリック・ヒュイスマン | クライスラー・バイパー GTS-R | GTS    | 324  | 12位     | 5位        |